# ابراهیم بن سعد زهری
ابراهیم زُهری (۷۲۷–۸۰۰م) (نسب: ابراهیم بن سعد بن ابراهیم بن عبدالرحمن بن عوف) محدث حجازی در سدهٔ دوم هجری بود. سماع را مباح می‌دانست و عود می‌نواخت و همراه نوازندگی، می‌خواند. او به قضاوت بغداد نیز رسید. بخاری و مسلم در علم حدیث از او روایت نمودند. بیست صفحه از آثار او به‌جای مانده است که با عنوان نسخهٔ ابراهیم  نامیده می‌شود. 